# ティリス・ゼムール州
ティリス・ゼムール州(ティリス・ゼムールしゅう、アラビア語: ولاية تيرس زمور) は、モーリタニア最北の州。州都はズエラット。南をアドラル州、北及び北西を西サハラ（サハラ・アラブ民主共和国支配地域）、北東をアルジェリア（ティンドゥフ県、アドラール県）、東をマリ共和国（タウデニ州）に囲まれる。

## 面積
252,900km²という広大な面積を誇るこのティリス・ゼムール州は、モーリタニアで一番大きい州である。
国の面積順リストでも、79位という好成績であり、これはエクアドル共和国（256,369km²）の次に当たり、ギニア共和国（245,857km²）よりも大きいことになる。

## 人口
しかし、州のほとんどがサハラ砂漠などの砂漠となっており、人口はモーリタニアの中では最下位にある。
また、これに関連して、人口密度もモーリタニアの中では最も低い。

## 産業
州全域が砂漠であるが、州内のフデリックの鉄鉱石はモーリタニア経済の柱となっている。
ダイヤモンド・ウランが採れる。
港湾施設のあるヌアディブからズエラット・フデリック鉱山までモーリタニア鉄道（650km）が敷かれている。

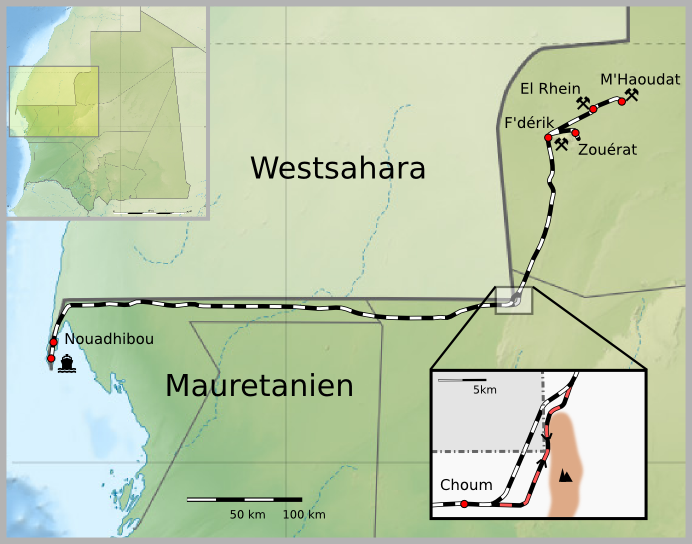
フデリックの鉄道路線図

## 行政区分
ティリス・ゼムール州は、3県に分かれている。
1. ズエラット県 --- 州都：ズエラット
2. ビルモグリン県 --- fr:Birmoguren

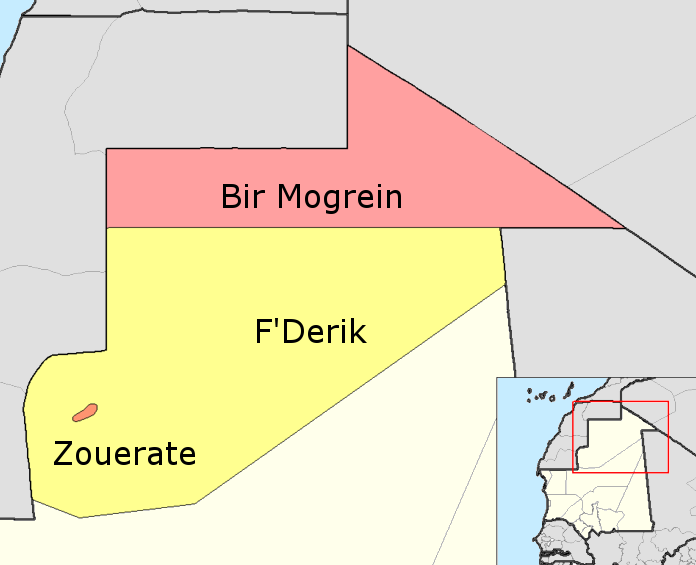
ティリス・ゼムール州の3県

3. フデリック県 --- フデリック